# Le Dragon dévorant les compagnons de Cadmos
Le Dragon dévorant les compagnons de Cadmos est une gravure de Hendrik Goltzius créée en 1588.

## Description
Témoin de la virtuosité de Goltzius, la gravure représente un épisode de la vie du fondateur de la ville de Thèbes (Grèce), Cadmos. Voulant offrir un sacrifice à Zeus, il envoie ses compagnons chercher de l'eau. Ces derniers trouvent une source, mais elle est consacrée à Arès et est gardée par un dragon qui les dévore. Cadmos tue le dragon trop tard.
La précision de la musculature et la position des corps témoigne de l'influence maniériste des peintres de Haarlem et d'Anvers. Le dessin reproduit d'ailleurs une peinture de Cornelis Cornelisz van Haarlem. Goltzius lui-même reprend le sujet en 1616 dans une peinture intitulée Cadmos tuant le dragon.
Le Musée des beaux-arts de Montréal et Musée d'art du comté de Los Angeles (LACMA) possèdent chacun un exemplaire de cette gravure.